# 専科 (宝塚歌劇)
宝塚歌劇団における専科（せんか、英称：SUPERIOR members）は、特定の組に所属しない団員の集まり。
イメージカラーは、いぶし銀の輝きや渋さを表す黒からグレー。また劇団ウェブページなどでは濃い紫や赤が使用されることがある。

## 専科の特色
組と並んで表記されることが多いが、組ではなく特定の組に所属しない一芸に秀でた生徒の集団である。英称は“SUPERIOR members”であり、“troupe”と訳される組（例：花組＝“FLOWER troupe”）とは異なっている。元々は「舞踊専科」「演劇専科」「声楽専科」「ダンス専科」「映画専科」などに分かれていたが、近年はそのような振り分けはされていない。
専科生は各組の公演には特別出演として出演する。トップスター経験者の春日野八千代と轟悠は主演男役として特別出演した。他の生徒は、主に老け役をこなし、脇で芝居を固めるなど、年配の男性が多い演目で活躍する。専科が演じるより若干若い役は組所属の団員が務める。花組男役だった天真みちるはこのような「専科さんが演じるポジションの次くらいのおじさん」を多く演じていた。
1984年専科バウホール公演『花供養』などのように、専科生だけの公演もある。
歌劇団の生徒は定年になると退団するが、一部例外の場合もある。

## 在籍中の専科生徒一覧
★は宝塚歌劇の殿堂入りした生徒。

### 男役
- 英真なおき（劇団理事）
- 汝鳥伶
- 一樹千尋
- 夏美よう
- 高翔みず希
- 悠真倫
- 凛城きら
- 輝月ゆうま

### 女役
- 京三紗
- 万里柚美
- 五峰亜季
- 美穂圭子
- 小桜ほのか

## 過去の主な在籍者
★は宝塚歌劇の殿堂入りした生徒。

### 専科在籍経験のあるトップスター
- 寿美花代★（1963年退団、元星組トップスター）
- 淀かほる★（1966年退団、元花組トップスター）
- 那智わたる★（1968年退団、元星組トップスター）
- 上月晃★（1970年退団、元星組トップスター）
- 真帆志ぶき★（1975年退団、元雪組トップスター）
- 鳳蘭★（1979年退団、元星組トップスター）
- 天津乙女★（1980年死去、元劇団理事）
- 榛名由梨★（1988年退団、元花組・月組トップスター）
- 神代錦★（1989年死去、元劇団理事）
- 春日野八千代★（2012年死去、元劇団名誉理事）
- 北翔海莉（2016年退団、元星組トップスター）
- 轟悠（2021年退団、元劇団特別顧問）

### 専科在籍経験のあるトップ娘役
- 加茂さくら★（1971年退団、元雪組トップ娘役）
- 高宮沙千（1979年退団、元雪組トップ娘役）
- 上原まり（1981年退団、元花組トップ娘役）
- 檀れい（2005年退団、元星組・月組トップ娘役）
- 遠野あすか（2009年退団、元星組トップ娘役）
- 星風まどか（2024年退団、元花組・宙組トップ娘役）

### 専科在籍経験のある男役
- 沖ゆき子★（1981年退団）
- 水代玉藻（1983年退団）
- 歌川波瑠美（1987年退団）
- 但馬久美（1988年退団）
- 小柳日鶴（1989年退団）
- 麻月鞠緒（1994年死去）
- 葵美哉（1998年退団）
- 岸香織（1999年退団）
- 立ともみ（2007年退団）
- 萬あきら（2010年退団）
- 星原美沙緒（2011年退団）
- 未沙のえる（2012年退団）
- 磯野千尋（2013年退団）
- 箙かおる（2017年退団）
- 沙央くらま（2018年退団）
- 飛鳥裕（2018年退団）
- 星条海斗（2018年退団）
- 華形ひかる（2020年退団）
- 愛月ひかる（2021年退団）
- 凪七瑠海（2025年退団）
- 紫門ゆりや（現花組男役）
- 水美舞斗（現宙組男役）
- 瀬央ゆりあ（現雪組男役）

### 専科在籍経験のある娘役
- 扇千景★（1957年退団）
- 八千草薫★（1957年退団）
- 淡路通子★（1984年退団）
- 睦千賀（1985年退団）
- 恵さかえ（1991年退団）
- 木花咲耶（1992年退団）
- 葉山三千子★（1996年退団）
- 朝みち子（2003年退団）
- 出雲綾（2008年退団）
- 邦なつき（2011年退団）
- 一原けい（2014年退団）
- 鈴奈沙也（2016年退団）
- 星蘭ひとみ（2020年退団）
- 松本悠里★（2021年退団）

## 新専科
新専科は、2000年6月1日付けで導入された新しい専科制度。当時の理事長・植田紳爾の肝煎りで導入された。ただし、「新専科」という名称は通称であり、公式には使用されていない。
従来の専科とは違い、新専科生はまだ若い将来のトップスター候補生である。各組への特別出演や外部出演などを経験して芸を磨き、そこから各組トップを組の枠を超えフレキシブルに誕生させることが狙いであった。なお、突然の事態にファンは騒然となり、公式ウェブページにアクセスが殺到した。
発足当初に新専科に配属されたのは、以下の10名（当時の各組の2・3番手）。
- 花組の匠ひびき、伊織直加
- 月組の紫吹淳、初風緑
- 雪組の香寿たつき、汐風幸
- 星組の絵麻緒ゆう、彩輝直
- 宙組の湖月わたる、樹里咲穂

後に、雪組の成瀬こうきも加わっている。